# Micracontia batisella
Micracontia batisella là một loài bướm đêm trong họ Noctuidae.